# 飛雪の滝
飛雪の滝（ひせつのたき）は、三重県南牟婁郡紀宝町浅里にある滝。

## 滝の概要
滝の落差は30 m、幅は12 mである。滝は浅里神社の神域とされ、東側に隣接する浅里神社は末社として瀧御前を祀っていた。滝つぼや滝が形成する川では遊泳することができ、2018年（平成30年）からは隣接するキャンプ場でダッキーを借りて遊ぶこともできる。天候次第では滝に虹がかかり、年末年始には住民らによって滝のライトアップが行われる。2018年（平成30年）のゴールデンウィークには17匹のこいのぼりが滝の前で揚げられた。
『角川日本地名大辞典』では、「滝つぼ周辺の眺めは最高」と評している。また、この滝を訪れた紀州藩主の徳川頼宣は滝の美しさを讃えて漢詩を詠んだ。その一節に「風吹けば飛沫さながら雪の舞い」と詠まれたことから、滝の名前が「飛雪の滝」となった。滝には熊野本宮大社の参詣に訪れた人々が多く訪れ、旅人を潤した。
滝の周囲はイワチドリというラン科の植物の自生地であったが、乱獲によりほとんど見られなくなってしまった。そこで1998年（平成10年）2月に神奈川県の愛好家からイワチドリの球根が贈られ、和歌山県新宮市の日本イワチドリ愛好会が滝の周りに約1,200個を植栽した。
2011年（平成23年）9月、台風12号が襲来し、滝は土砂で埋め尽くされ、浅里集落は壊滅的な被害を受けた。その後、愛知ボランティアセンターや災害ボランティアネットワーク鈴鹿をはじめとする災害ボランティアの支援を得て復旧工事が行われ、2013年（平成25年）5月25日に復興記念として「元気やで!紀宝町川丈感謝まつり」を滝の前で開催した。

## 飛雪の滝と浅里地区

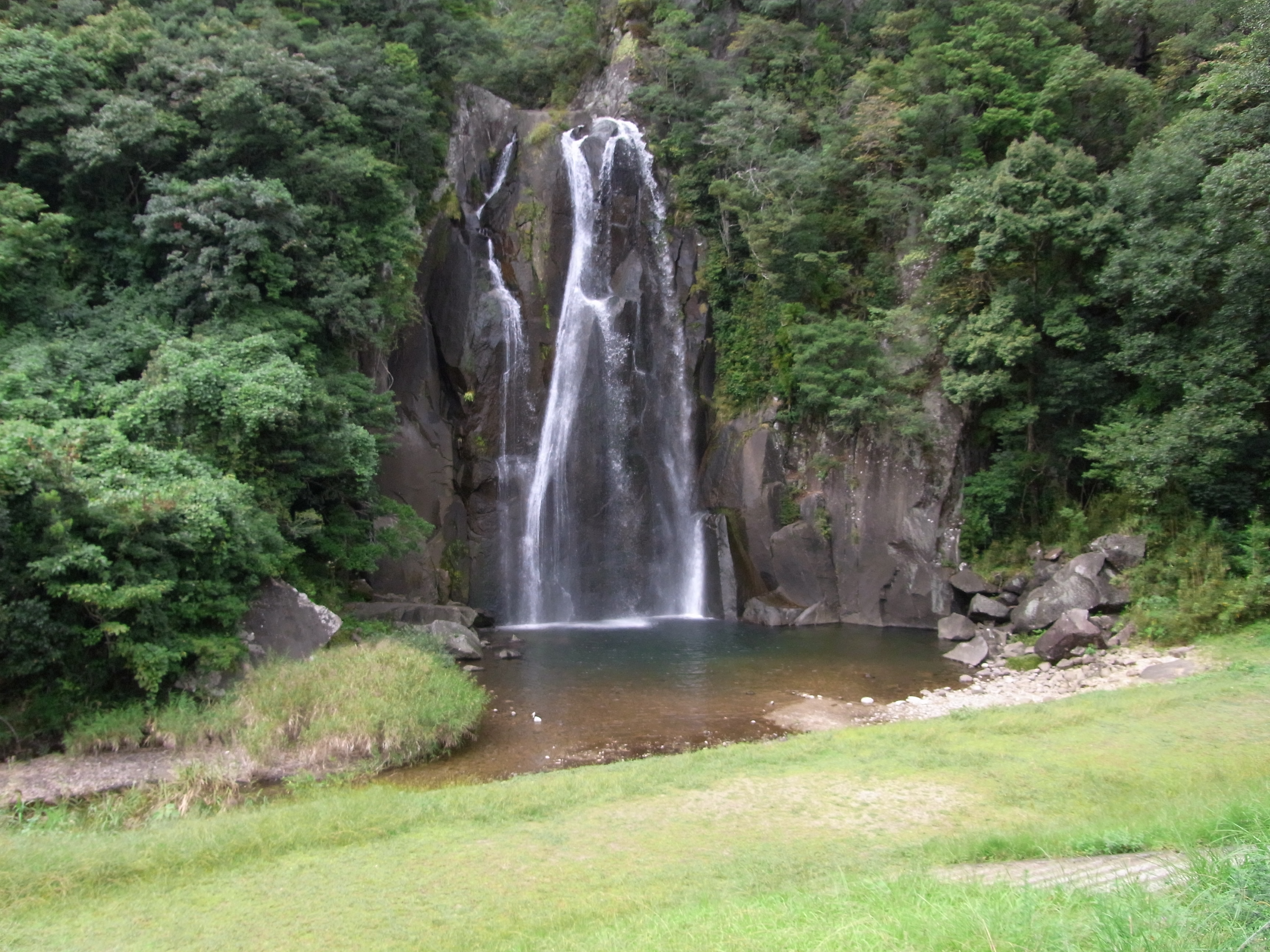
2011年台風12号襲来前の飛雪の滝（2009年）

滝のある浅里地区は紀宝町の西部に位置する農林業地域であり、熊野川をはさんで和歌山県新宮市と向かい合っている。浅里はにほんの里100選に選定された地区であるが、1999年（平成11年）に小学校、2001年（平成13年）に中学校の分校が閉校し、1950年代から2009年（平成21年）までに人口が3分の1に減少するなど少子高齢化が進んでいる。さらに2011年（平成23年）9月に台風12号により集落は壊滅的な被害を受けた。
そこで地域住民は、地域活性化のために三反帆（さんだんぼ）と呼ばれる川舟の再生などの活動を2007年（平成19年）に開始し、2015年（平成27年）からは浅里区と紀宝町・三重県・三重大学の連携事業としてなれずしの生産を行っている。飛雪の滝は地域のシンボルと位置付けられており、「飛雪の滝百姓塾」・「飛雪の滝里山塾」のように地域団体名に「飛雪の滝」を名に冠し、地元産の米に「飛雪米」と名付けるなどしている。

## 飛雪の滝キャンプ場

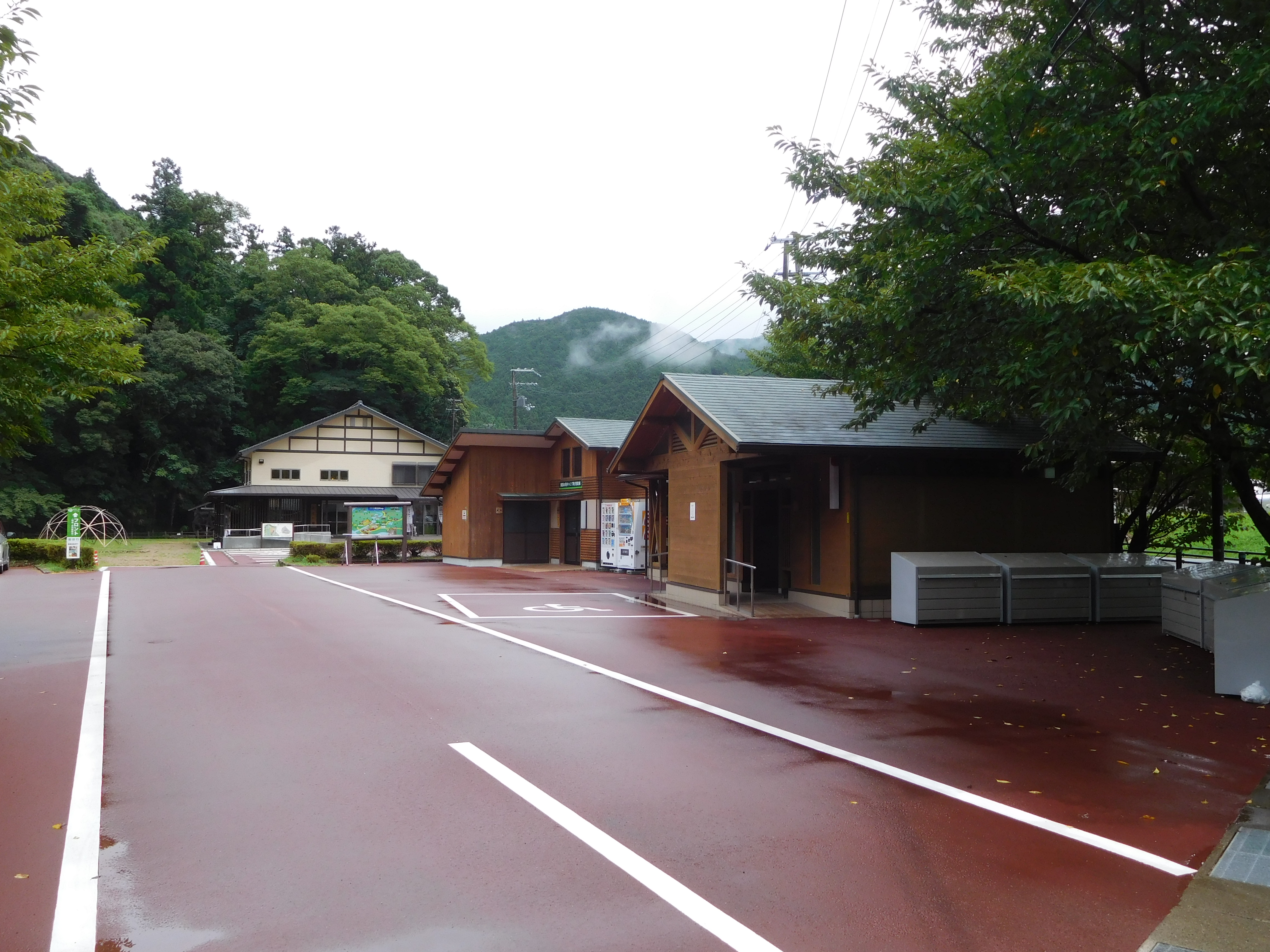
飛雪の滝キャンプ場

飛雪の滝キャンプ場は飛雪の滝に隣接するキャンプ場で、2001年（平成13年）8月に開業した。運営者は地元の浅里区である。三重県が1997年（平成9年）から4年の歳月と1億2300万円をかけて整備したもので、開業当初は管理棟・芝生のテントサイト（25区画）・炊事場・トイレを有していた。2011年（平成23年）の台風12号で管理棟を流されるなどの被害を受けて休止、2013年（平成25年）に再開した。
2018年（平成30年）4月27日には紀宝町が2億2千万円をかけて1棟に4人泊まれるコテージ8棟と2階建ての交流拠点施設を増設し、リニューアルオープンした。交流拠点施設は1階に飛雪米や野菜を販売する売店と多目的スペース、2階に20人宿泊できる研修室を設けた。このリニューアルの際に公衆無線LANが整備され、夏季のみの営業から通年営業に変更された。

## 交通
- 自動車利用の場合、熊野尾鷲道路熊野大泊ICから国道42号・三重県道740号小船紀宝線経由で約50分[5]。
- 公共交通利用の場合、紀勢本線新宮駅からタクシーで約30分[5]。相野谷線と浅里鵜殿線を乗り継げば[20]、同駅から紀宝町町民バスで行くこともできる[2]。